# Wilhelm von Plüschow
Wilhelm Plüschow ou Guglielmo Plüschow (Wismar, 18 de agosto de 1852 – Berlim, 3 de janeiro de 1930) foi um fotógrafo alemão que se mudou para a Itália e se tornou conhecido por seus nus artísticos de jovens locais, predominantemente homens. Era primo do também fotógrafo Wilhelm von Gloeden, cujos trabalhos são semelhantes aos de seu primo e frequentemente lhe são atribuídos.

## Biografia
Pouco se sabe sobre a infância de Plüschow, exceto que ele nasceu em Wismar, como o mais velho de sete irmãos. Seu pai, Friedrich Carl Eduard Plüschow, era filho ilegítimo de Frederico Luís, Grão-Duque Hereditário de Mecklemburgo-Schwerin e a residência da família era o Castelo de Plüschow.
Wilhelm Plüschow era homossexual.
No início da década de 1870, mudou-se para Roma e mudou seu primeiro nome de Wilhelm para o equivalente italiano, Guglielmo. Logo se dedicou à fotografia de nus masculinos e femininos.
Em 1902, Plüschow foi acusado de seduzir menores e condenado a oito meses de prisão. Outro escândalo se seguiu em 1907 e, em 1910, Plüschow foi forçado a deixar a Itália definitivamente e retornar à Alemanha, onde se estabeleceu em Berlim. As acusações fizeram com que a polícia apreendesse muitas de suas fotografias, enquanto seu modelo Vincenzo Galdi foi considerado seu cúmplice.

## Galeria

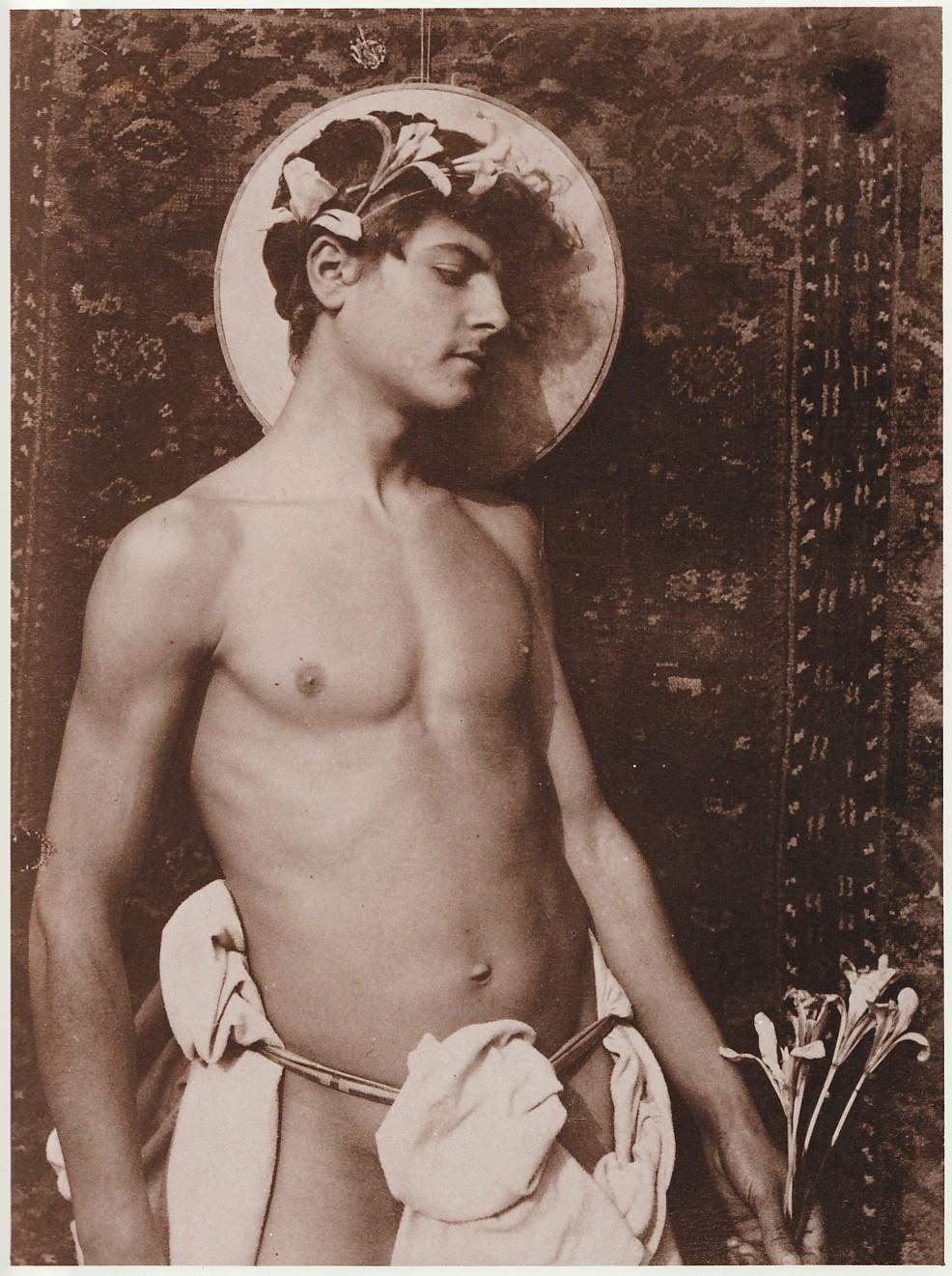
O Mártir Cristão, Retrato de Nino Cesarini
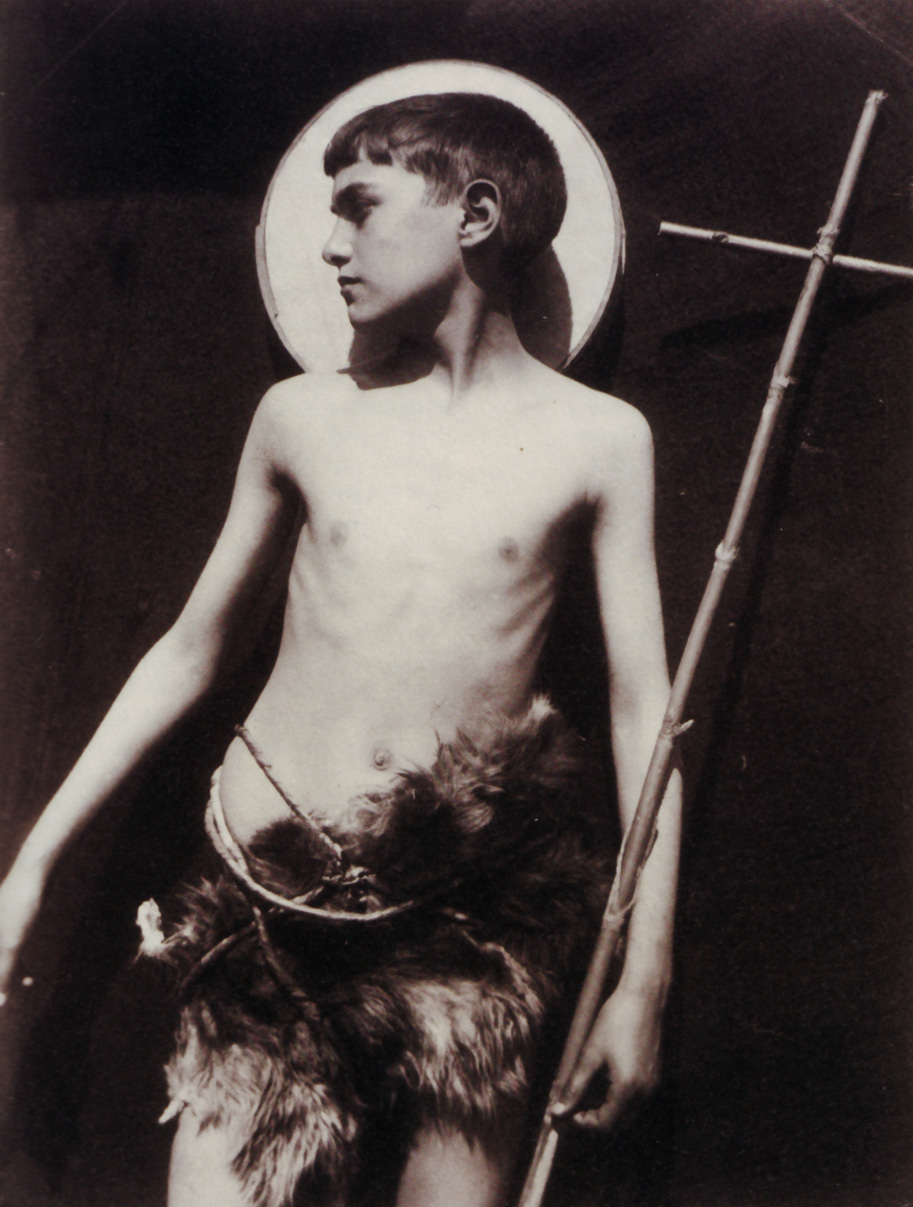
Menino como João Batista
Retrato de jovem
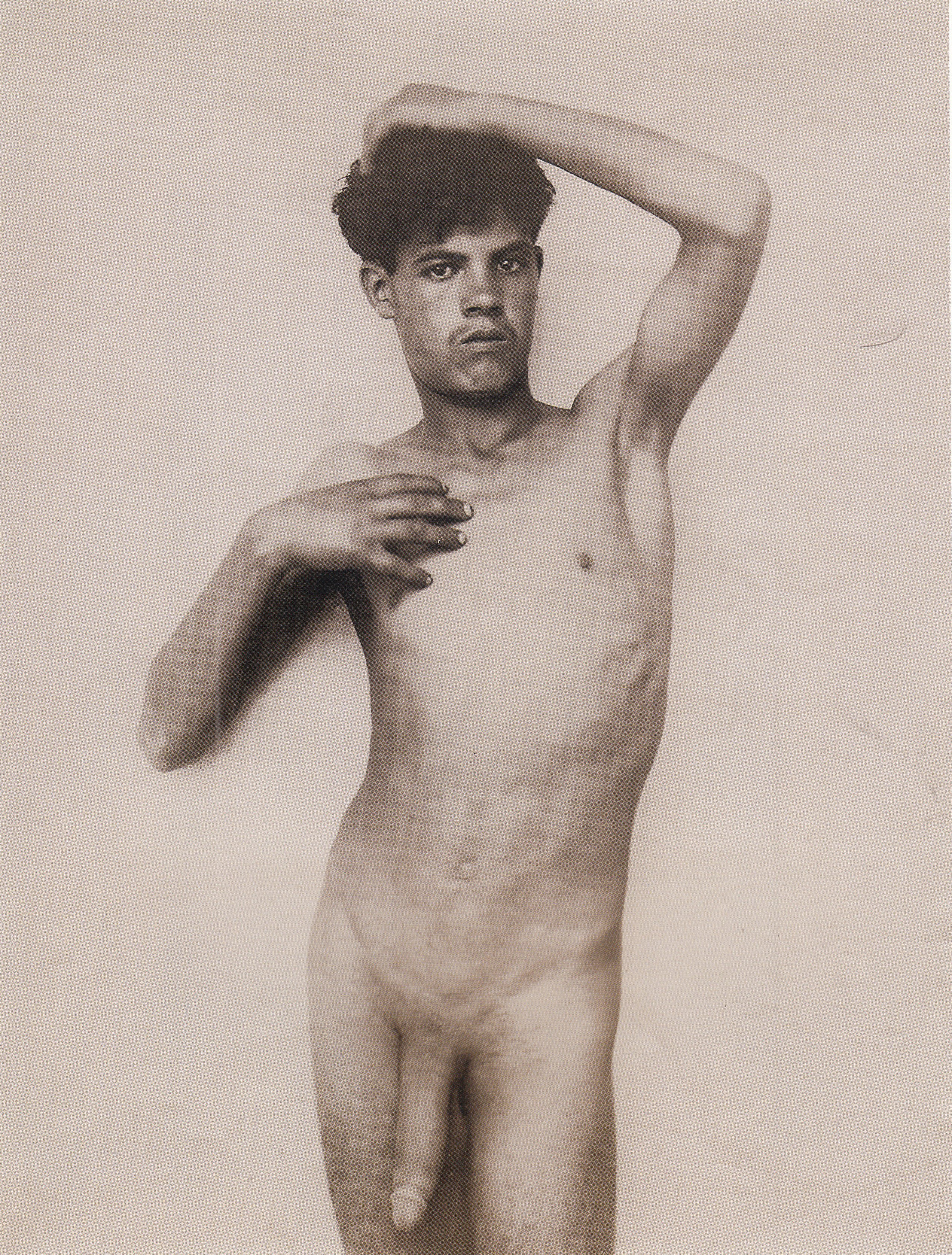
Menino argelino
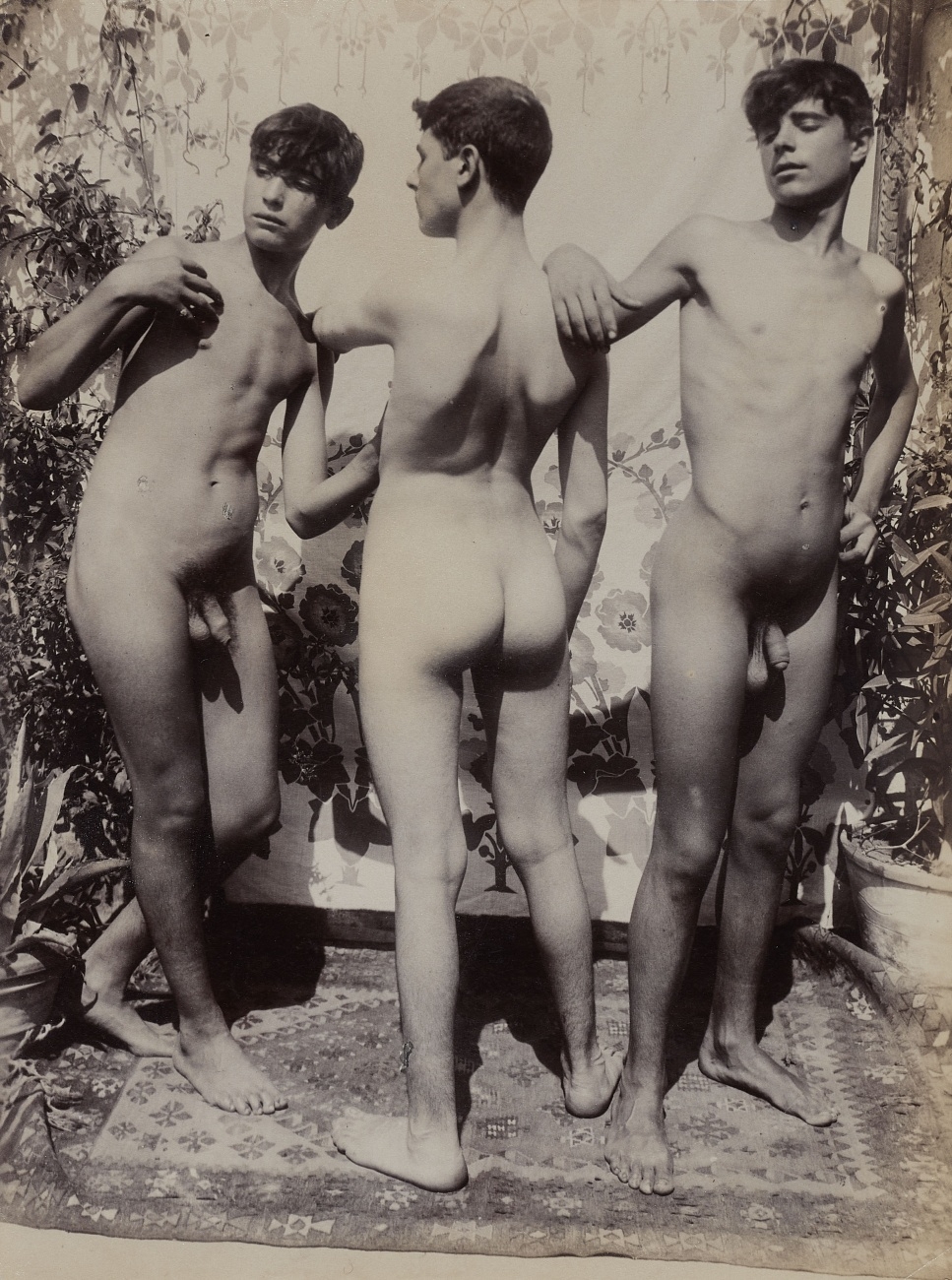
Três meninos nus no terraço
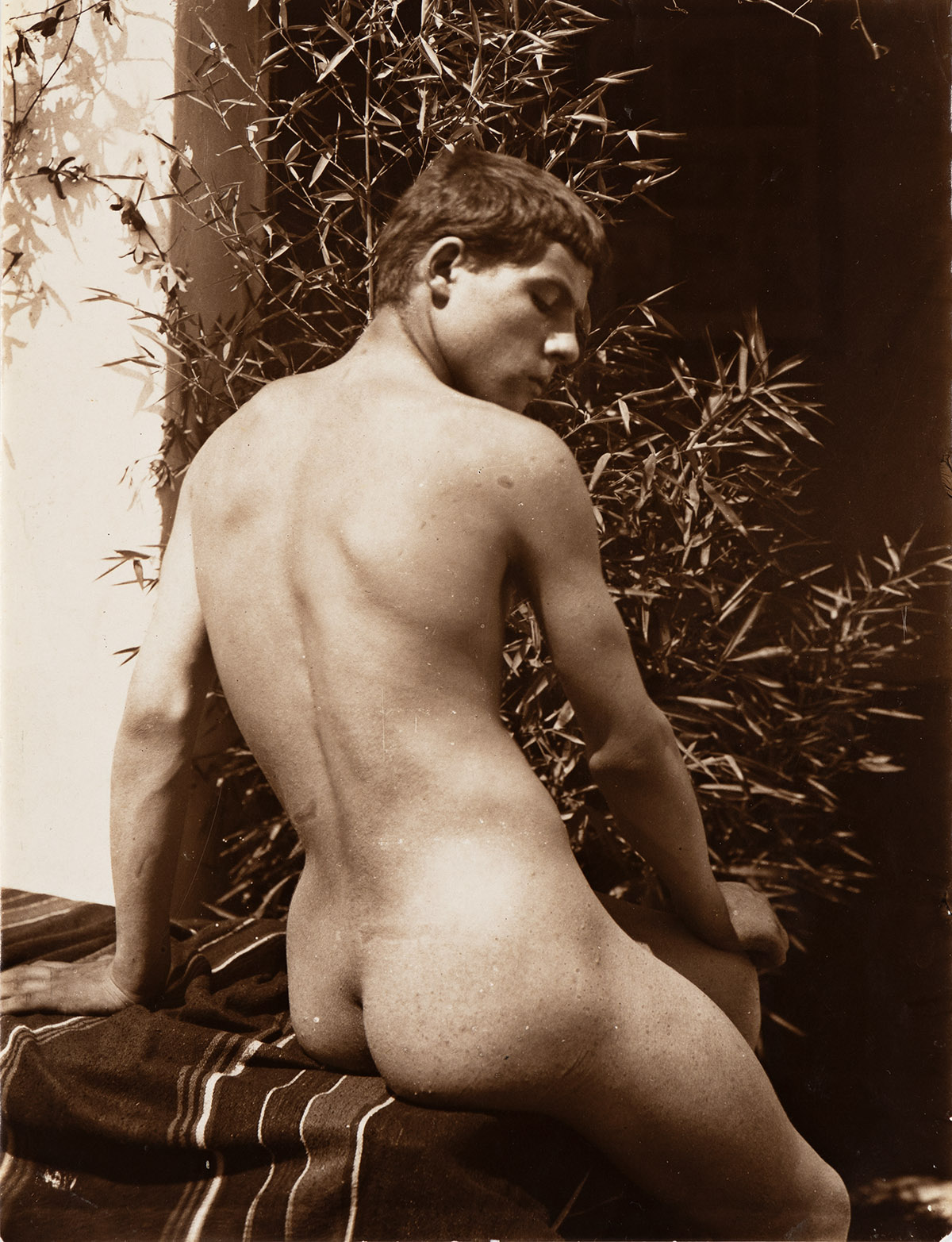
Menino musculoso e nu, visto de costas
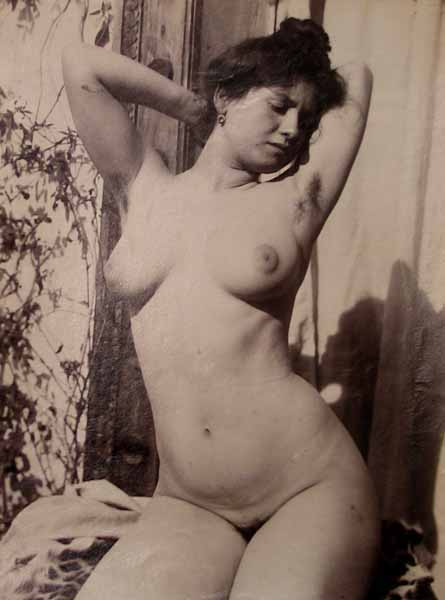
Mulher nua de coque
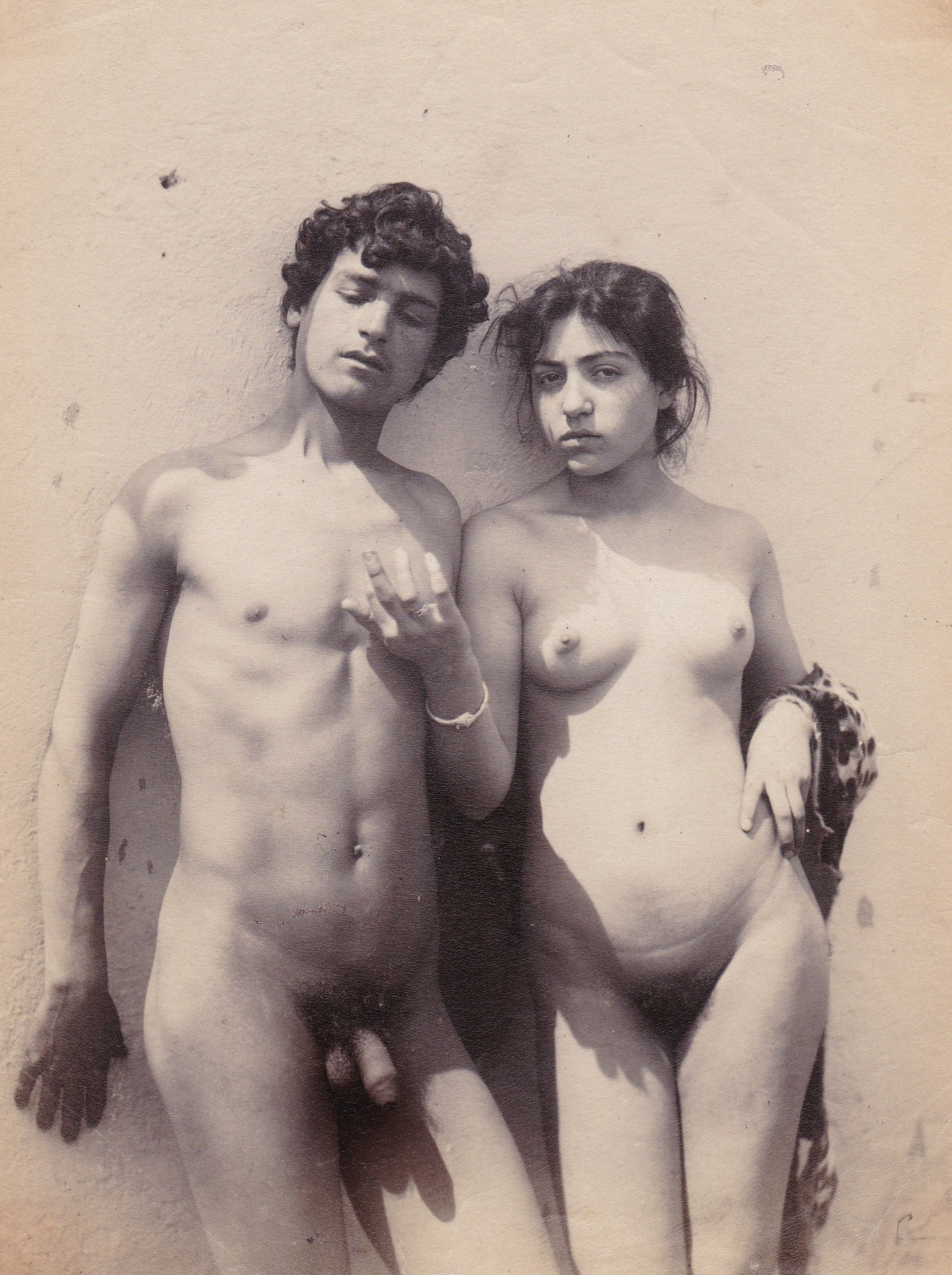
Estudo de Nudez
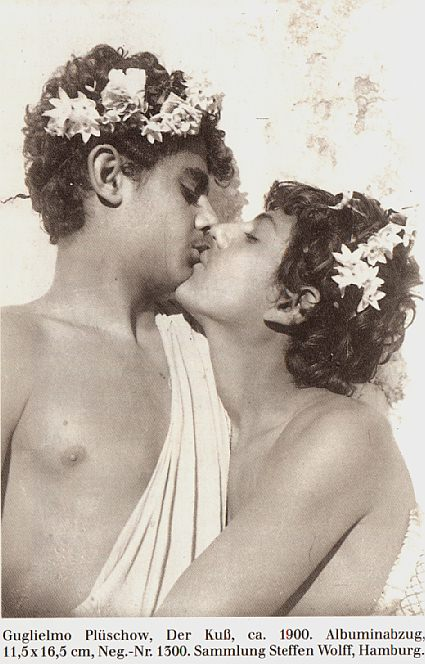
Dois meninos com coroas de flores. Retrato de Vincenzo Galdi (à direita) e "Edoardo" (à esquerda)
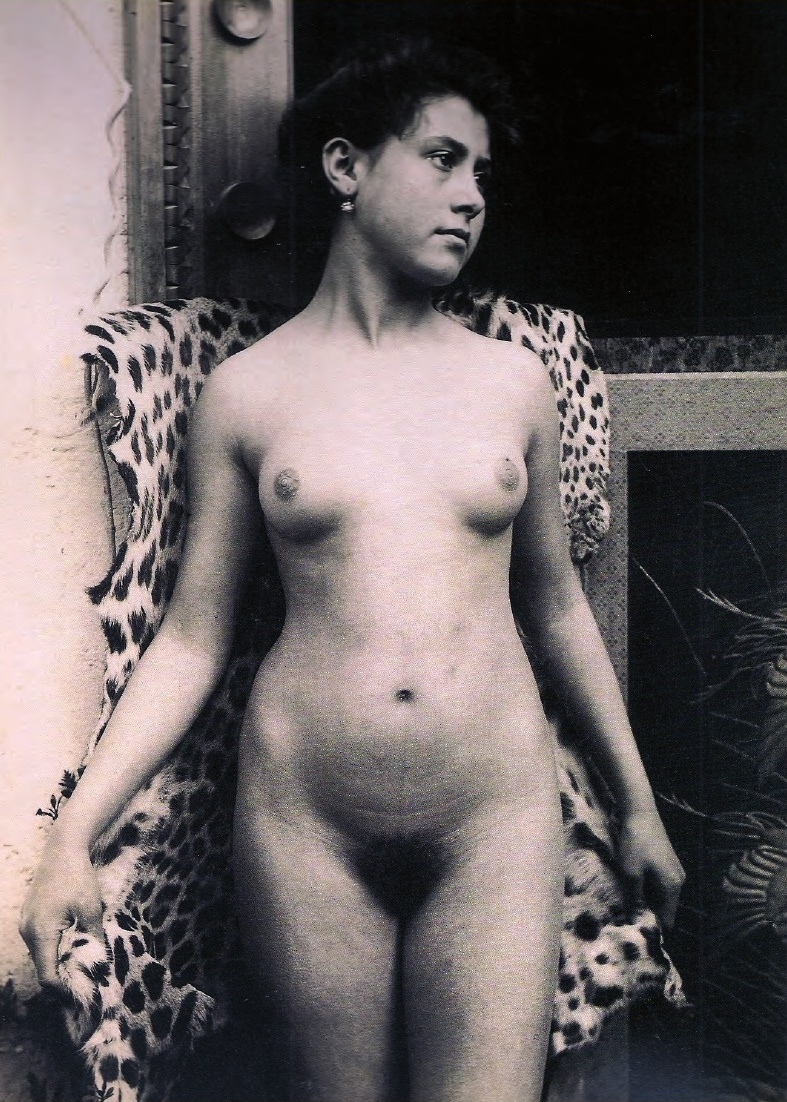
Mulher nua em pé diante de uma pele de leopardo
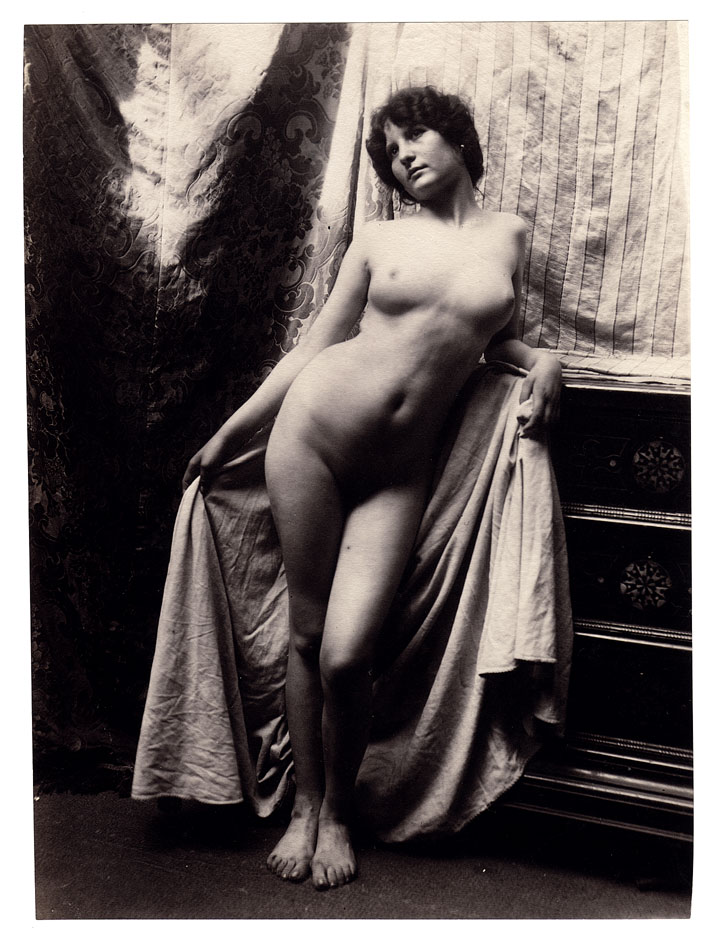
Mulher nua
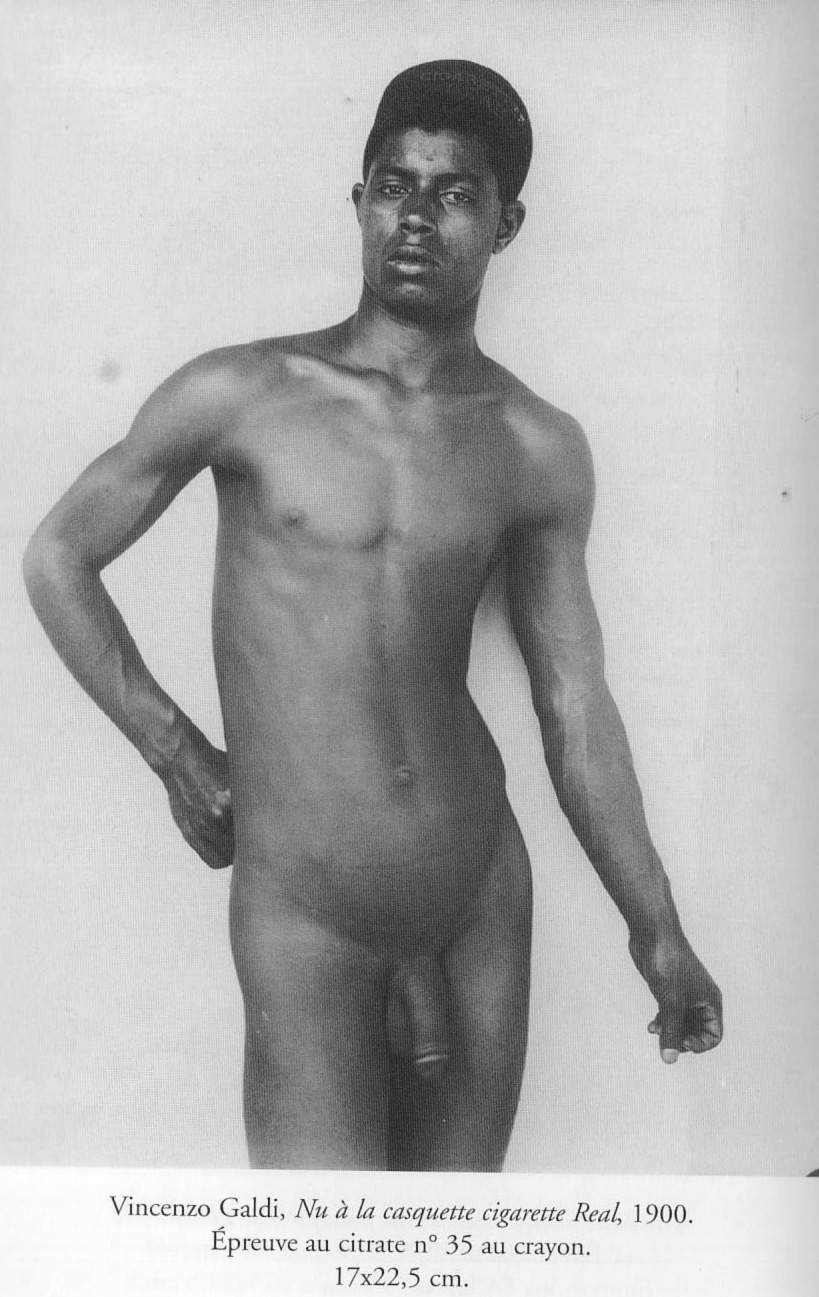
Menino negro
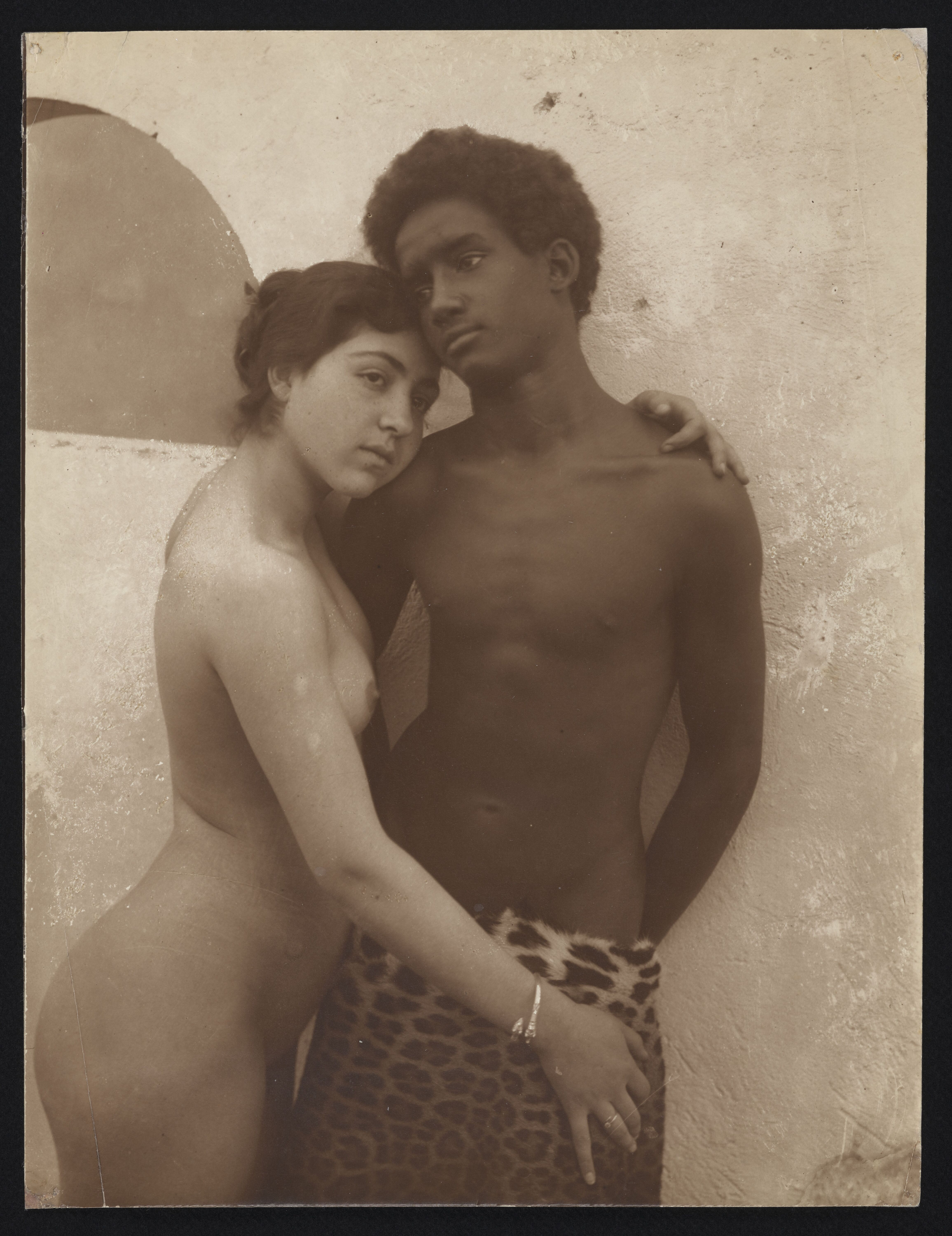
Casal interracial